# Удила
Удила́ — приспособление для обуздания лошади, деталь узды (уздечки). К удилам относятся тре́нзель, мундшту́к и пеля́м. Является средством для управления лошадью.

## Общие сведения

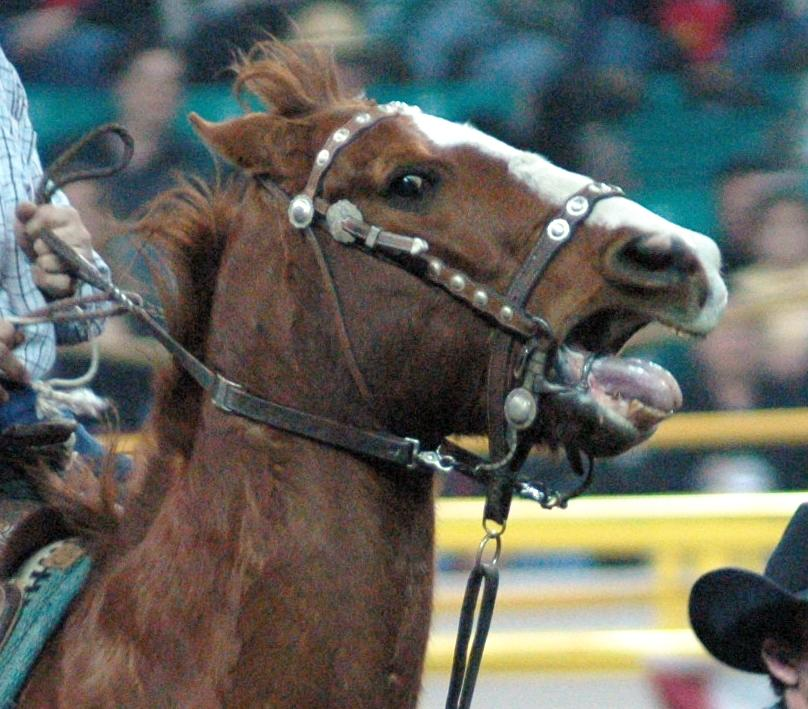
«Жёсткое» применение удил

Удила предназначены для оказания физического воздействия на беззубый край рта животного. Во время движения при появлении воздействия с одной стороны животное сгибает голову и поворачивает в сторону воздействия. Воздействием с двух сторон одновременно останавливают животное. Удила применяются как при верховой езде (при управлении поводьями), так и в упряжке (при управлении вожжами).
Впервые удила появились в бронзовом веке, с момента начала одомашнивания лошадей. Предполагают, что самые первые удила были мягкими, были изготовлены из сухожилий, вставлялись в рот лошади и ограничивались костяными псалиями.
В одном из Келлермесских курганов были обнаружены остатки деревянного удила с костяными зооморфными наконечниками.

## Классификация древних бронзовых удил
Первую общепризнанную классификацию бронзовых удил составил А. А. Иессен, разделивший удила на четыре типа:

- I тип — бронзовые удила с двумя кольцами на концах. На них бывали крестообразные или колесовидные знаки, считающиеся солярными символами. К первому типу удил относятся псалии со шляпкой наверху и плавно отогнутым вперёд нижним концом стержня. Чаще всего этот конец имеет вид лопасти. Для привязывания псалия к концам удил и прикрепления разделённого натрое щечного ремня оголовья на обратной отгибу стороне стержня псалия сделаны три ушка. На уздечном уборе при таких удилах и псалиях могли красоваться бляхи, гладкие или прорезные с солярными изображениями, а также фигурные лунницы с ушком. Все это из бронзы, реже из кости;
- II тип — бронзовые удила с одним большим кольцом на конце. … эти удила встречались только на Северном Кавказе. При них псалии, характерные для удил I и III типов, и сходные уздечные наборы. II тип удил, вероятно, самостоятельно развился и в гальштате, в VIII веке до нашей эры;
- III тип — имеют на концах кольца в виде стремечек. Псалии при таких удилах либо гальштатского типа со шляпками на концах и с муфточками вокруг отверстий, либо очень редко это подражение костяным псалиям… с далеко отставленными овальными отверстиями и утолщениями вокруг таких отверстий. При них изредка бывают наборы, подобные описанным выше;
- IV тип — вполне сходен со множеством гальштатских удил. Кольца на концах имеют форму стремечка дужкой наружу. Они найдены только один раз где-то в Ростовской области и хранятся в Новочеркасском музее.

III тип удил, но уже в сочетании с другими, чаще роговыми псалиями о трёх отверстиях, оформленных в зверином стиле, очень распространён в скифское время, в VI веке до нашей эры.
А. А. Иессен считал I тип удил чисто предскифским и относил его ко второй половине VIII — первой половине VII века до нашей эры.

## Классификация удил
По конструкции удила делят на следующие группы:
- удила из кованого железа со стремячковидными окончаниями;
- удила железные с кольцевыми окончаниями;
- удила железные с двумя наружными кольцами.

На Руси употреблялись железные двусоставные удила с подвижными кольцами на концах.
Если от лошади требуются только свободные, сильные и быстрые движения, то управление ею менее тонко. Если же от лошади требуют особой поворотливости, кроткости и правильности движений, то и управление её требует более строгих мер. По силе воздействия на лошадь выделяют три вида удил:
- трензель;
- мундштук;
- пелям.

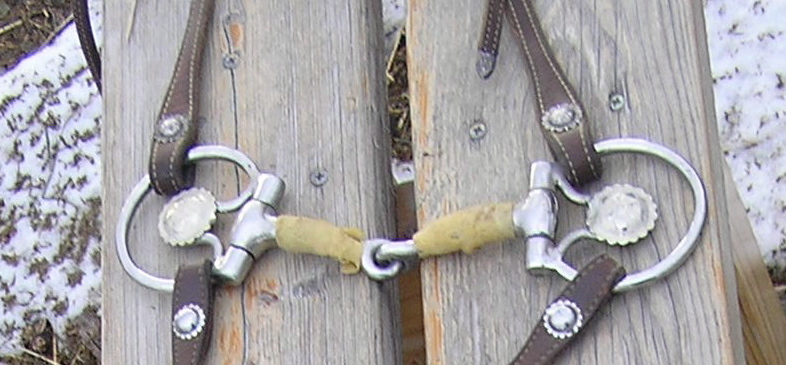
Трензель

Трензель (нем. trense) — удило, состоящее из грызла (помещаемого в рот животного) и двух колец, за которые грызло крепят к щёчным ремням уздечки. К кольцам также крепят повод. Трензели различаются по материалам исполнения грызла (полированное железо, зимой оборачиваемое верёвкой или ремнём, резина или др.), по количеству и форме составных частей грызла (бывает в виде цепочки, плетёной проволоки, двух или более частей, соединённых кольцами, и др.), а также по форме колец. Во рту животного грызло лежит на языке и беззубых краях нижней челюсти, касаясь углов рта. Чем тоньше грызло, тем строже трензель (тем точнее управление). Если трензель используется совместно с мундштуком, грызло трензеля (трензельное грызло) располагают во рту животного выше грызла мундштука (мундштучного грызла).

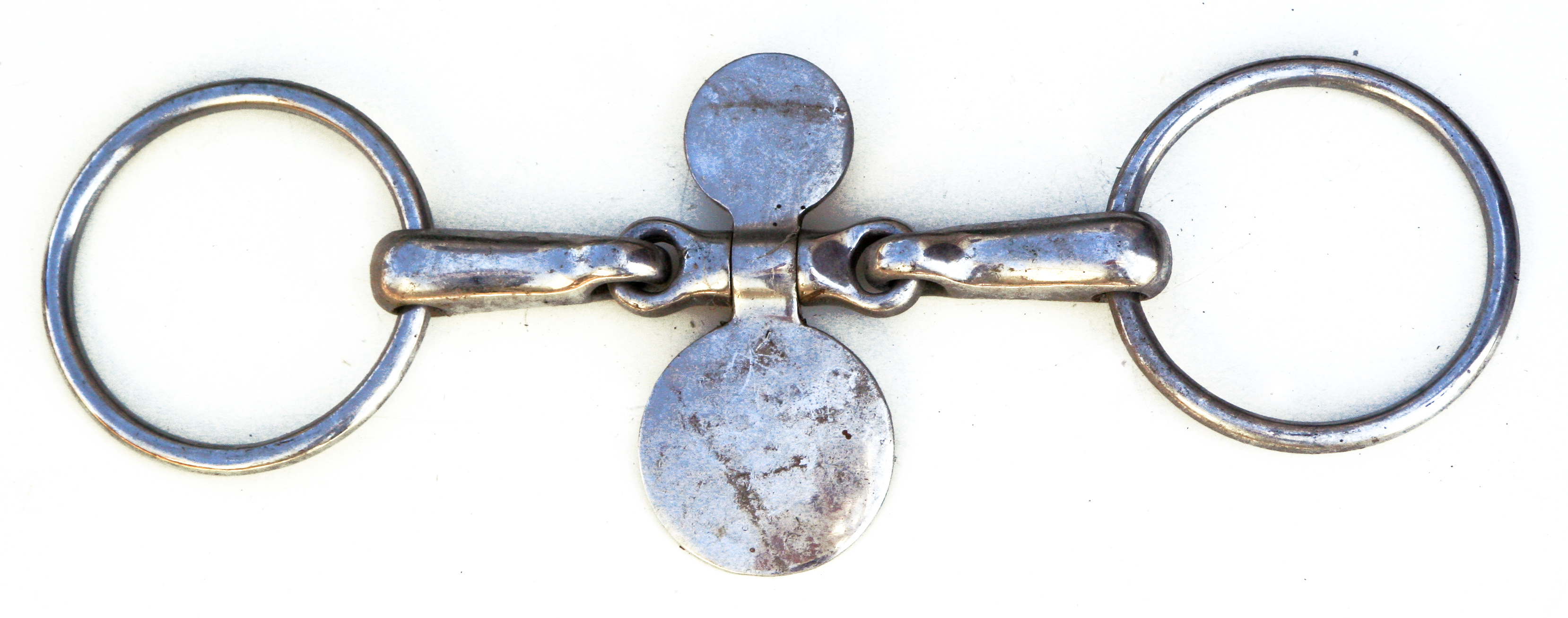
Пелям

Мундштук (слово заимствовано в Петровскую эпоху из немецкого языка, где «mundstück» — «сложение», «mund» — «рот» и «stück» — «кусок») — железное сплошное удило, оказывающее по сравнению с трензелем усиленное воздействие на рот животного. Изобретён Пиньятелли в XVI веке, во времена расцвета высшей школы верховой езды. Может быть оснащён боковыми «щёчками» и/или может быть кольцевым.
Грызло (часть, помещаемая в рот) может быть изогнуто для воздействия на нёбо животного; чем изогнутость больше, тем мундштук строже (тем точнее управление). Мундштуки усиливают цепочкой, которая пристёгивается за крючки (серёжки), имеющиеся на верхних кольцах, и охватывает нижнюю челюсть животного. К кольцам также крепят повод. Во рту животного грызло лежит на беззубом крае нижней челюсти, немного ниже трензельного грызла и на ширину пальца выше клыков.
Натяжение повода, как через рычаги, передаётся на грызло через щёчки и вызывает усиленное давление на беззубый край рта; действие усиливается цепочкой. Мундштук используется для точного и тонкого управления животным, например, при манежной езде. При наличии трензеля, мундштуком пользуются только для особо тонких действий.
Пелям — удило с подвижным грызлом, род мундштука, но с трензельным удилом. По силе воздействия на рот животного занимает промежуточное положение между трензелем и мундштуком. При взнуздывании на пелям трензель не употребляют.